# Дон Жуан (Байрон)
„Дон Жуан“ е сатирична поема от лорд Байрон. Тя е базирана върху легендата за дон Жуан, която лорд Байрон преобръща, като го описва не като женкар, а като човек, който лесно е съблазняван от жените. Това е вариация в епическа форма. Байрон сам я нарича „епическа поема“. Той написва 16 песни, като оставя 17-а песен недовършена преди неговата смърт. Авторът твърди, че е нямал идея какво ще се случи в следващата песен, докато е писал творбата си.
Когато първите две песни били публикувани анонимно през 1819 г., поемата била критикувана за нейното „неморално съдържание“, но в същото време станала извънредно популярна.

## История
„Байрон е бърз колкото обемист автор... Въпреки това, композицията на неговата най-велика творба, Дон Жуан, е синоним на по-голямата част от неговия поетически живот. Той започва първата песен на Дон Жуан през втората половина на 1818 и все още работи върху седемнайсетата песен в началото на 1823. Поемата е издадена на части, на неравномерна продължителност. Прекъсванията в композицията и издаването на Дон Жуан се дължат на неодобрение и обезсърчение от приятели“, както и на отлагането и колебанието на издателя.
Песен I е написана през септември 1818; песен II е написана през декември-януари 1818 – 1819 г. Двете са публикувани на 15 юли 1819 г. Песен III и песен IV са написани през зимата на 1819 – 1820; песен V, след интервал от девет месеца, е писана през октомври-ноември 1820, но публикуването на песен III, IV, V е отложено до 8 август 1821. През юни 1822, Байрон започва да работи върху шеста и в края на март 1823, той завършва шестнайсета песен. Но публикуването на тези последни песни, които намаляват от Джон Мъри и накрая поверени на Джон Хънт, се разпространяват от няколко месеца. Песен VI, VII, VIII, заедно с Предговор, са публикувани на 15 юли; песен IX, X, XI на 29 август, песен XII, XIII, XIV на 17 декември 1823 г., песен XV, XVI на 26 март 1824 г.
Твърди се, че героинята Дона Инес (майката на Дон Жуан) тънко прикрива портрета на собствената жена на Байрон, Анабела Милбанк (дъщерята на сър Ралф Милбанк).

## Сюжет
Историята, разказана в седемнадесет песни, започва с раждането на дон Жуан. Като младеж сексуално узрява рано и има афера с приятелка на собствената си майка. Съпругът разбира за случилото се и дон Жуан е изпратен в Кадис. По пътя той корабокрушира, оцелява и среща дъщерята на пират, чиито хора продават дон Жуан като роб. Млада жена, която живее в харема на султана, вижда, че този роб е купен. Тя го дегизира като момиче и го измъква през своите покои. Дон Жуан бяга, включва се в руската армия и спасява мюсюлманско момиче на име Лейля, като преди това убива двамата казаци, които са искали да я убият. Той се разболява, изпратен е в Англия, където намира някого да гледа младото момиче Лейля. Следват няколко приключения, които включват аристокрацията на Британия. Поемата приключва с песен.

## Първоизточници
Епическата поема на Байрон има множество от литературни предшественици. Много читатели са забелязали подражания на забавни новели на „Дон Жуан“, изтъкващи несвързаността на поемата, безцелния стил, пищният и „крещящ“ разказвач и силно ироничния тон – качества, които Байрон може да е взел от Том Джоунс на Хенри Филдинг, както и от творбите на Тобаяс Смолет. По същият начин, Дон Жуан принадлежи на традицията на пикаресковия роман, жанр на измислица, която следва приключенията на младежи мошеници от ниската прослойка, които са направили своя път в подкупно общество чрез тяхната хитрост и кураж. (Новелите на Филдинг и Смолет също принадлежат към този жанр). И накрая, Байрон може би е вдъхновен от Дон Кихот на Сервантес и Орландо Фуриосо на Ариосто, две творби, които той високо цени и заема свободно.

## Име и мотивиране
Много от бележките и коментарите на Байрон върху мотива зад тази поема са „шеговити парадокси... провокирани от съвет или опозиция. (Например) в писмо до Томас Мур, той казва: ”Завърших първата песен... на поема в стил и маниер на Бепо, окуражен от добрия успех на същата. Това ... означава да бъде леко шеговито над всичко. Но се съмнявам дали не е – най-малкто доколкото е стигнало – твърде свободна за тези скромни времена.“
Обратното се спори, че Байрон не е писал Дон Жуан с желание да каже нещо. Но вместо това, той е намерил какво да каже и е намислил да накара света да слуша. Той е чел, макар и с доста ядно разочарование, Критика върху Бертрам на Колридж, където Колридж описва легендарния дон Жуан като фигура не по-различна от Чайлд Харолд.
През 17-и и 18 век, Испания преживява бърз упадък от силата на Европа. Това падение е било придружено с културна бедност в сравнение с Франция. По времето на Байрон, испанската култура е смятана едновременно за архаична и за екзотична. Това довело до романтична валоризация на испанската култура. Много учени отбелязват тази творба като основен пример за испански екзотизъм.